# Robert Allgäuer
Robert Gebhard Allgäuer (* 17. Januar 1937 in Eschen, Liechtenstein; † 11. Juni 2024 in Mauren, Liechtenstein) war ein liechtensteinischer Autor und Verleger. Zwischen 1961 und 1972 war er der erste Landesbibliothekar und Landesarchivar Liechtensteins.

## Biografie
Robert Allgäuer wurde als erstes Kind seiner Eltern Reinold Alexander Allgäuer aus Eschen und Maria Albertina (Berta), geb. Bühler, aus Mauren geboren. Er kam mit zwölf Jahren ins Progymnasium nach Rebstein, wechselte dann ins Internat nach Immensee und beendete das Gymnasium in Stans. Anschließend studierte er in Fribourg.
1961 wurde er der erste Landesbibliothekar und Landesarchivar des Fürstentums Liechtenstein. Fürst Franz Josef II. bestellte ihn 1972 zum Kabinettsdirektor auf Schloss Vaduz.
1984 gründete Allgäuer den Schalun-Verlag in Vaduz. Er wirkte als Initiator, Korrektor, Lektor, Autor, Redaktor, Herausgeber und Verleger bei einer Vielzahl von Publikationen zur Kultur und Geschichte Liechtensteins mit. Von 1985 bis 1994 präsidierte er den Kulturbeirat der liechtensteinischen Regierung.

## Schriften (Auswahl)
- Peter Kaiser (1793–1864): Beiträge zu einer Biographie. In: Jahrbuch des Historischen Vereins für das Fürstentum Liechtenstein, Band 63 (1964), S. 7–61.
- Die Ehrenzeichen des Liechtensteinischen Militär-Kontingentes. In: Jahrbuch des Historischen Vereins für das Fürstentum Liechtenstein Vaduz, Band 64 (1965), S. 167–175.
- Gründung und Aufbau der Liechtensteinischen Landesbibliothek, Vaduz 1968.

## Ehrungen
- 1984: Ernennung zum Fürstlichen Rat
- 1993: Josef Gabriel von Rheinberger-Preis der Gemeinde Vaduz[4]
- 1996: Ehrenmitglied des Historischen Vereins für das Fürstentum Liechtenstein[5]
- 2006: Kulturpreis der Gesellschaft Schweiz-Liechtenstein
- 2015: «Murmeltier» der IG Wort für besondere Verdienste um die liechtensteinische Literatur[6]
- 2021: Anerkennungsgabe der Kulturstiftung Liechtenstein (20'000 CHF)[7]